# Ива буреющая
И́ва буре́ющая (лат. Salix fuscescens) — вид цветковых растений из рода Ива (Salix) семейства Ивовые (Salicaceae).

## Распространение и экология

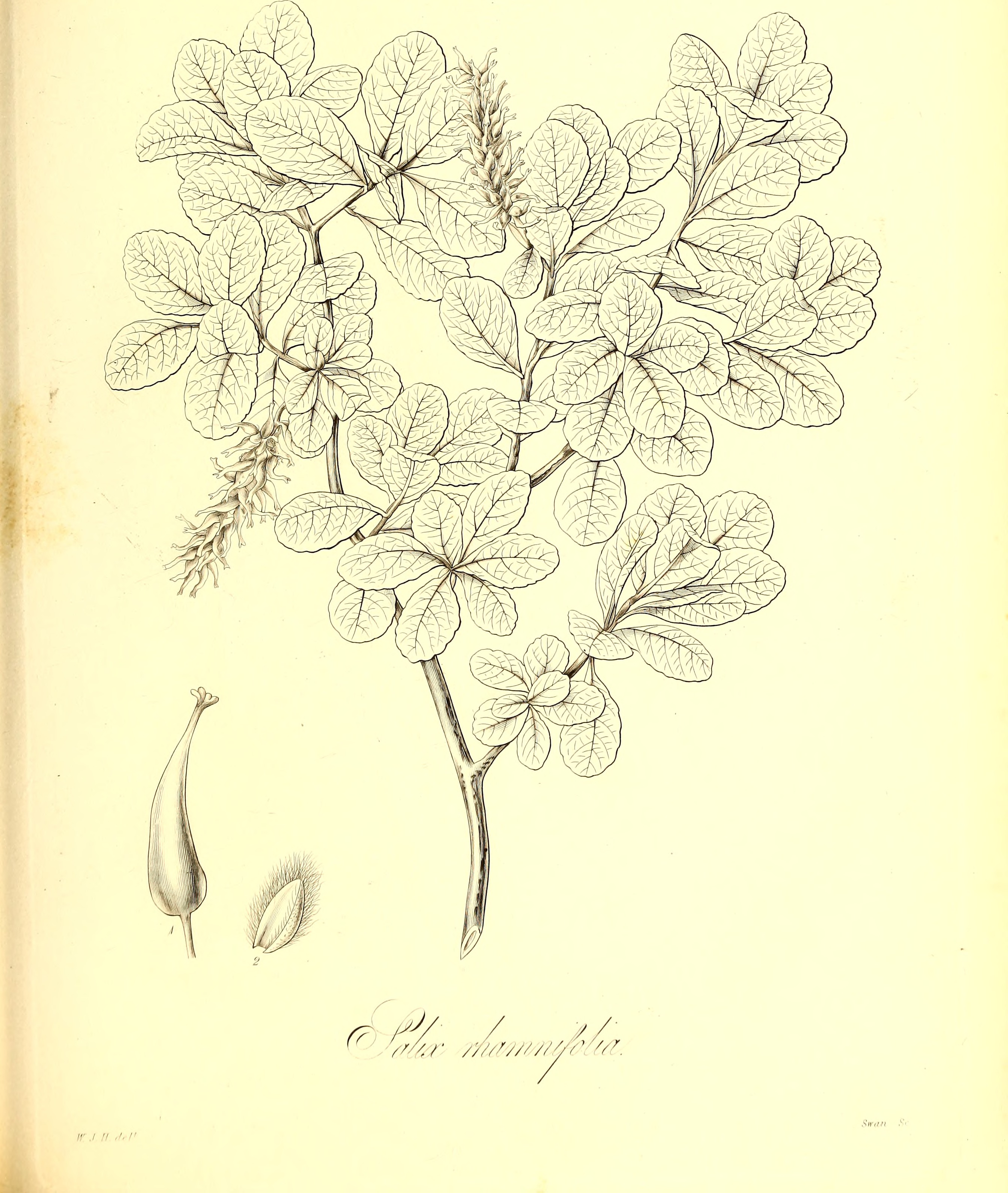

В природе ареал вида охватывает Камчатку и Чукотский полуостров, США (Аляска) и Канаду (Северо-Западные территории, Юкон, Манитоба).
Произрастает по моховым и травяным болотам.

## Ботаническое описание
Приземистый, высотой до 50 см, часто стелющийся кустарник с распростертыми или приподнимающимися прутьевидными, тонкими, голыми ветвями покрытыми тёмной, блестящей корой.
Почки мелкие, тупые, прижатые, буро-каштановые. Прилистники отсутствуют. Листья длиной 1—2,5 см, шириной 1—2 см, жёсткие, хрупкие, обратнояйцевидно-лопатчатые, на конце округлённые и очень коротко заострённые, к основанию суженные, с обеих сторон голые, сверху тёмно-зелёные, снизу сизоватые, цельнокрайные или мало заметно волнистые, на черешках длиной 3—4 мм.
Серёжки одиночные, продолговато-цилиндрические, рыхлые, длиной 2—5 см, жёсткие, изогнутые или повислые. Прицветные чешуи обратнояйцевидно-ланцетные, буреющие. Тычинки в числе двух, свободные, голые, с бурыми пыльниками. Завязь яйцевидно-коническая, длиной 0,7—1 мм, голая или опушённая, красно-бурая или пурпурная; столбик малозаметный; рыльца толстые, цельные или почти двулопастные.
Плод — коробочка длиной до 1,5 см.

## Значение и применение
Удовлетворительно поедается северным оленем (Rangifer tarandus).

## Таксономия
Вид Ива буреющая входит в род Ива (Salix) семейства Ивовые (Salicaceae) порядка Мальпигиецветные (Malpighiales).
|  |                                      |  |                                                             |                                                             |                  |  | ещё 36 семейств (согласно Системе APG II) | ещё 36 семейств (согласно Системе APG II) |                    |  |  |  | ещё более 500 видов |
|  |                                      |  |                                                             |                                                             |                  |  | ещё 36 семейств (согласно Системе APG II) | ещё 36 семейств (согласно Системе APG II) |                    |  |  |  | ещё более 500 видов |
|  |                                      |  |                                                             | порядок Мальпигиецветные                                    |                  |  |                                           |                                           | род Ива            |  |  |  |                     |
|  |                                      |  |                                                             | порядок Мальпигиецветные                                    |                  |  |                                           |                                           | род Ива            |  |  |  |                     |
|  | отдел Цветковые, или Покрытосеменные |  |                                                             |                                                             | семейство Ивовые |  |                                           |                                           | вид Ива буреющая   |  |  |  |                     |
|  | отдел Цветковые, или Покрытосеменные |  |                                                             |                                                             | семейство Ивовые |  |                                           |                                           |                    |  |  |  |                     |
|  |                                      |  | ещё 44 порядка цветковых растений (согласно Системе APG II) | ещё 44 порядка цветковых растений (согласно Системе APG II) |                  |  |                                           | ещё около 57 родов                        | ещё около 57 родов |  |  |  |                     |
|  |                                      |  |                                                             | ещё 44 порядка цветковых растений (согласно Системе APG II) |                  |  |                                           |                                           | ещё около 57 родов |  |  |  |                     |